# Местное военное управление
Ме́стное вое́нное управле́ние — орган военного управления в Российской империи, имевший своей главной задачей:
- в мирное время — распоряжения по ежегодному комплектованию армии (в приёме, распределении и отправлении новобранцев) и заведование чинами запаса, и в распоряжениях, касающихся призыва их;
- с объявлением мобилизации, сбора и отправления в войска чинов запаса и во время войны — распоряжения об укомплектовании армии личным составом и лошадьми до штатов военного времени, равно о пополнении убыли;
- на нём же лежат распоряжения по демобилизации после окончания войны[1].

## История
Гарнизонные войска Русской армии, во 2-й половине XIX века, были преобразованы в линейные батальоны и местные войска, гарнизонная артиллерия — в крепостную артиллерию. В 1864 году в результате военной реформы Отдельный корпус внутренней стражи был упразднён и были вновь сформированы местные войска, в состав которых вошли некоторые губернские батальоны, реорганизованные в батальоны местных войск. В составе местных войск были также сформированы конвойные команды, осуществлявшие конвоирование арестантов и ссыльных, а также частично несущие внешнюю наружную охрану тюрем.
В 1886 году из конвойных команд была создана конвойная стража, по-прежнему входившая в состав местных войск, а в оперативном подчинении находившаяся у Главного тюремного управления (ГТУ).
Для комплектования Вооружённых сил Российской империи и заведования чинами запаса в России существовали две инстанции органов местного военного управления, ведающим военными запасными силами и средствами государства: управления уездных воинских начальников и управления начальников местных бригад. Первые — инстанции исполнительные; на вторых лежала часть распорядительная и общее наблюдение за первыми.
Каждая местная бригада местных войск представляла собой территориальную единицу, заключающую в себе несколько губерний, и именовалась по месту нахождения штаба формирования.
Управление местной бригады составляли начальник бригады (генерал; пользовался правами начальника дивизии и подчинялся непосредственно главному начальнику военного округа), штаб-офицер для поручений и старшие адъютанты.
Начальнику местной бригады подчинялись также расположенные в бригадном районе местные (предназначенные для отправления внутренней караульной службы в тех городах и урочищах, где нет ни полевых, ни резервных войск) и конвойные команды (для конвоирования арестантов всех ведомств и категорий и сопровождения лиц, пересылаемых с арестантскими партиями), дисциплинарные батальоны и роты, военные тюрьмы, местные лазареты и тому подобное.
В начале XX века местные команды входят в состав 22 местных бригад и содержатся, главным образом для отправления внутренней караульной службы в городах, где нет полевых войск, и кроме того, на них возложена конвойная служба при пересылке казённых транспортов и людей, следующих этапным порядком.

## Состав
Приказом Военного министерства, от 30 августа 1881 года, было объявлено об образовании из резервных, запасных и местных войск европейской части России 22 местных бригад, в соответствии с которым должности начальников местных войск в военных округах и губернских воинских начальников были упразднены. В 1913 году было 22 местных бригады, то есть 22 управления начальников местных бригад:
- 8-я местная бригада → Варшавская местная бригада;
- 5-я местная бригада → Виленская местная бригада;
- 23-я местная бригада → Владикавказская местная бригада;
- 2-я местная бригада → Вологодская местная бригада;
- 27-я местная бригада → Иркутская местная бригада;
- 19-я местная бригада → Казанская местная бригада;
- 9-я местная бригада → Киевская местная бригада;
- 6-я местная бригада → Минская местная бригада;
- 16-я местная бригада → Воронежская местная бригада;
- 10-я местная бригада → Одесская местная бригада;
- 26-я местная бригада → Омская местная бригада;
- 22-я местная бригада → Оренбургская местная бригада;
- 21-я местная бригада → Пермская местная бригада;
- 1-я местная бригада → Петербургская местная бригада;
- 12-я местная бригада → Полтавская местная бригада;
- 20-я местная бригада → Саратовская местная бригада;
- 17-я местная бригада → Смоленская местная бригада;
- 13-я местная бригада → Тамбовская местная бригада;
- 24-я местная бригада → Тифлисская местная бригада;
- 3-я местная бригада → Финляндская местная бригада;
- 14-я местная бригада → Харьковская местная бригада;
- 18-я местная бригада → Ярославская местная бригада;